# Michel Le Tellier

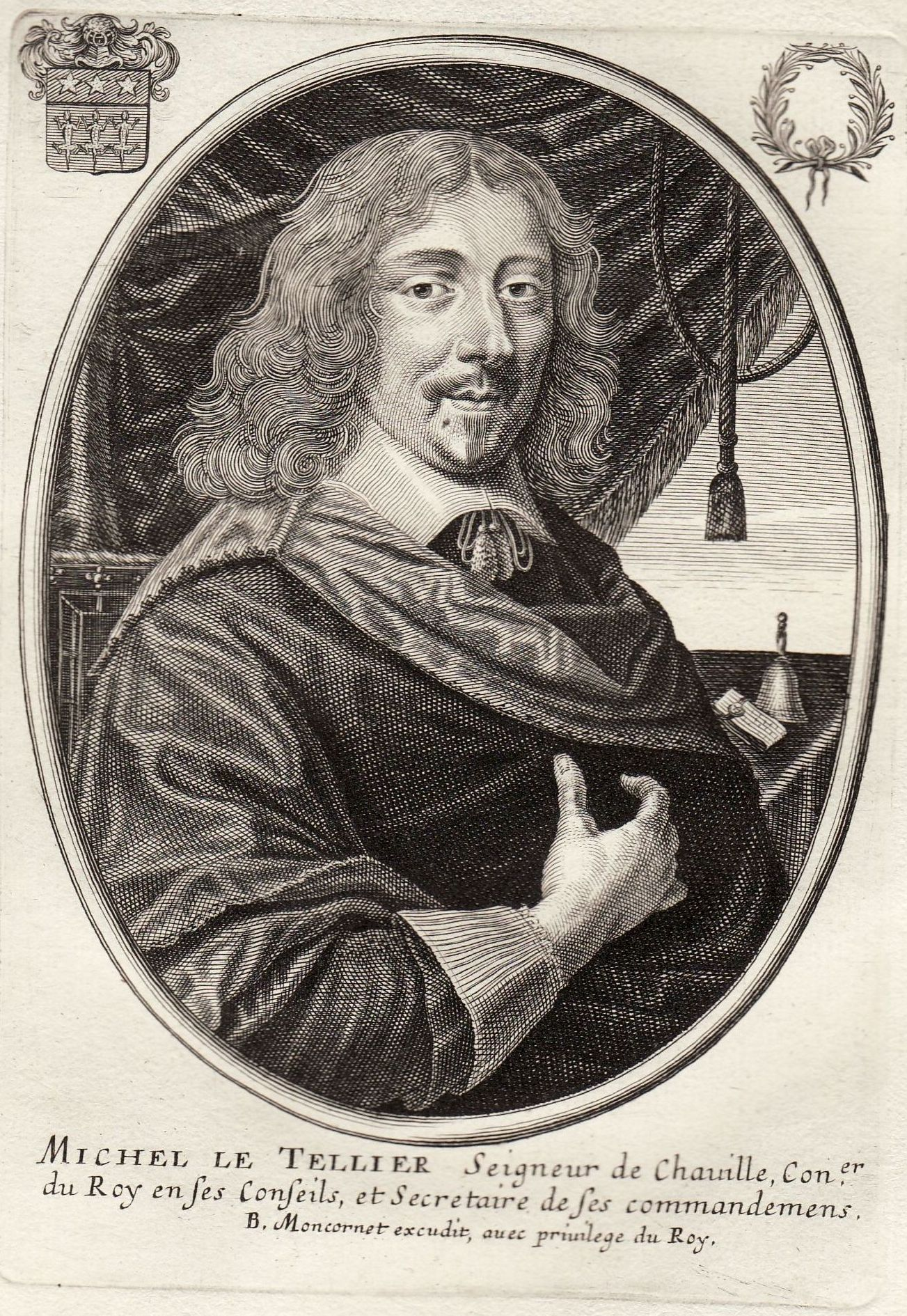
Michel Le Tellier

Michel Le Tellier (19. dubna 1603 – 30. října 1685) byl francouzský politik.
Pocházel z poměrně bohaté, obchodnické rodiny. Roku 1643 se stal státním sekretářem pro válku. Během povstání frondy byl hlavním vyjednávačem kardinála Julese Mazarina, a v průběhu Mazarinova exilu se stal hlavním rádcem královny Anny. V roce 1677 byl jmenován kancléřém Francie. Le Tellier zemřel roku 1685. Zanechal po sobě dva syny – Františka Michala a Karla Mořice.